# Stridsvagn 103
Pour les articles homonymes, voir Stridsvagn.
Le Stridsvagn 103 (Strv 103), ou char S, est un char de combat suédois développé dans les années 1950. Parfois qualifié par erreur comme un chasseur de chars, il est d'une conception très originale, sans tourelle, avec un canon fixe pointé par le mouvement des chenilles et de la suspension du châssis, Marc Chassillan le décrit comme une tourelle directement posée sur des chenilles puisque ces dernières servent directement au pointage en site et en gisement. Il fut le premier char de combat à utiliser un turbomoteur. Le résultat fut un engin très bas, avec l'accent mis sur la protection. Le Stridsvagn 103 constitua une part importante des forces armées suédoises des années 1960 au milieu des années 1990, lorsqu'il fut remplacé par le char de combat Strv-122.

## Développement et production

### Contexte
Au milieu des années 1950, l'armée suédoise lança un contrat pour remplacer ses chars Centurion. Bien que le Centurion fût un des meilleurs chars du monde à cette époque, sa supériorité sur les modèles soviétiques tels que le T-55 était marginale, et tout nouveau modèle le surclasserait. Un consortium formé d'AB Landsverk (en), Volvo et Bofors proposa un nouveau char lourd, de nom de code KRV, équipé d'un canon à âme lisse de 155 mm ; c'était cependant une option coûteuse.

### Développement initial

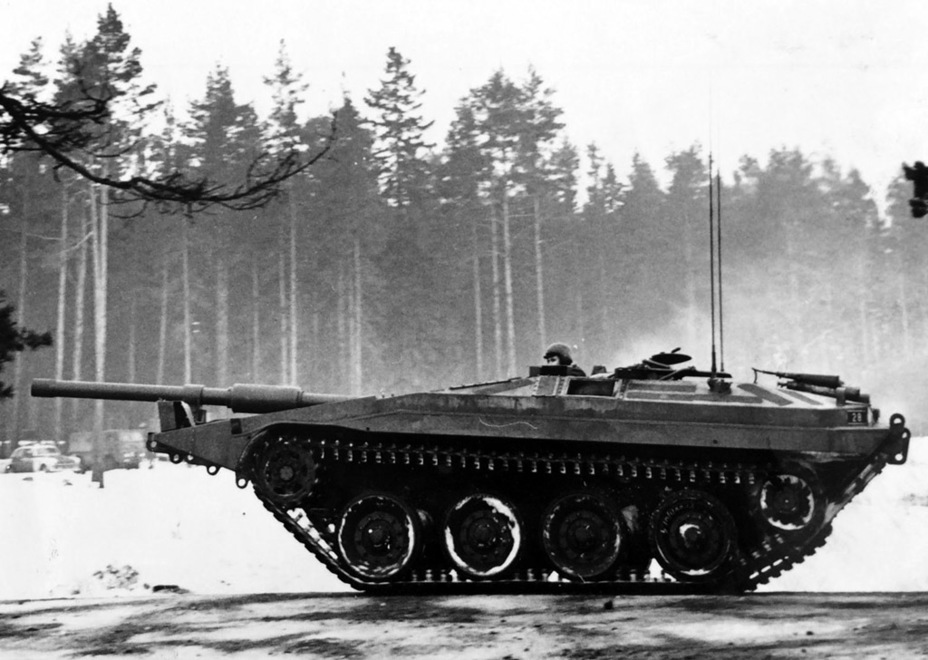
Le Strv 103-0, un des dix modèles de présérie précédant le Strv 103A.

Sven Berge (1919-2004), de la Swedish Arms Administration proposa une alternative en 1956, sous le nom de code S. Partant du principe que le risque d'être touché au combat est étroitement corrélé à la hauteur du char, il proposa que le nouveau modèle soit aussi bas que possible. Le seul moyen pratique d'y arriver était de supprimer la tourelle, ce qui avait aussi l'avantage d'alléger le véhicule et de simplifier sa conception. En réalité, son opposant le plus probable, le T-72 à partir des années 1970, ne fait que 2,2 m de haut — avec tourelle — contre les 2,14 m du Strv 103. Lorsque les chars se placent pour tirer en position basse (soit dans un embossement, soit derrière un relief), leur niveau d'exposition au feu ennemi dépend de la distance entre l'arrière de leur canon et le toit de la tourelle - en d'autres termes du débattement du canon en site négatif. Le Strv 103 s'incline ou s'élève pour modifier l'élévation de son canon, ce qui fait que dans cette position, sa hauteur apparente demeure très faible. Il peut même abaisser sa garde au sol de 13 cm. Un usage de ce genre est à l'opposé du concept même de char de combat (une pièce d'artillerie lourde mobile capable d'attaquer sous le feu ennemi). C'est pourquoi le Strv 103 est plutôt un véhicule défensif.
Ce n'est pas la première fois qu'un tel système était utilisé : il était commun d'avoir un canon monté en casemate parmi les canons d'assaut et les chasseurs de chars de la Seconde Guerre mondiale (par exemple le Jagdpanther allemand, à la fois bon marché et efficace en défense), mais pour un char la possibilité d'orienter rapidement une tourelle est un avantage certain. Berge essaya de résoudre le problème avec un système de direction et de commande de suspension entièrement automatisé, capable de faire pivoter et d'incliner le char en actionnant le guidon du tireur ou du chef de char. Le canon étant solidaire du châssis, il est impossible de le stabiliser, ce qui l'empêche de faire du tir en marche.
D'autres choix adoptés dans la conception du S étaient également radicaux. Son canon, un Bofors L74 de 105 mm, est essentiellement une version allongée du canon britannique L7 et peut donc tirer les mêmes munitions. Il est approvisionné par un système de chargement automatique installé dans un compartiment blindé à l'arrière de l'engin, ce qui permet de réduire l'équipage à deux personnes, alors que la plupart des chars de combat de cette époque en comptaient quatre, à l'exception du T-64 soviétique. On ajouta cependant un inverseur face à l'arrière : disposant d'un double des commandes et pouvait conduire le char en marche arrière, à la même vitesse que vers l'avant : le S pouvait ainsi décrocher et quitter sa position rapidement, tout en gardant son canon pointé sur l'ennemi. Quant au chef de char et au tireur/pilote, ils disposaient des mêmes organes de visée et de conduite de tir et conduire le char.
Le projet parut suffisamment intéressant pour que Bofors soit chargé de construire un prototype de suspension/roulement, qui donna satisfaction. En 1958, il fut suivi d'un contrat pour la production de deux prototypes, qui furent achevés en 1961. À ce stade, l'armée suédoise avait déjà commandé une série de pré-production de dix exemplaires. Avec quelques changements mineurs, le char S fut adopté sous le nom de Stridsvagn 103 (Stridsvagn signifie "véhicule de combat", et 103 indique qu'il s'agissait du troisième char armé d'un canon de calibre 10 cm — les Stridsvagn 101 et 102 étaient des Centurions modifiés). Le gros de la production commença en 1967 et se termina en 1971, avec 290 exemplaires livrés. 
Le Stridsvagn 103 n'ayant jamais connu l'épreuve du feu, on ignore ce que valait vraiment sa conception. En 1967, la Norvège organisa deux semaines de tests comparatifs avec le Leopard 1 et observa que le Strv 103 repérait plus de cibles et tirait plus vite que celui-ci, mais seulement de peu. D'avril à septembre 1968, deux Strv 103 furent testés par l'école britannique des blindés de Bovington Camp (en)avec pour conclusion que « le concept sans tourelle du char S possède un avantage considérable sur les chars munis de tourelle » (The turretless concept of the "S"-tank holds considerable advantage over turreted tanks). En 1973, l'armée d'occupation britannique en Allemagne (British Army of the Rhine ou BAOR) testa le Strv 103 contre le Chieftain. Le rapport final conclut : « Il n'a été possible de prouver aucun désavantage dans l'incapacité du S à tirer en marche. » (It has not been possible to prove any disadvantage in the "S" inability to fire on the move). En 1975, deux Strv 103 furent testés au U.S. Army Armor Center (centre de l'arme blindée américaine) de Fort Knox. Ces essais montrèrent que le 103 tirait plus précisément que le M60A1E3, mais en moyenne 0,5 seconde plus lentement.

## Caractéristiques

### Mobilité

#### Motorisation

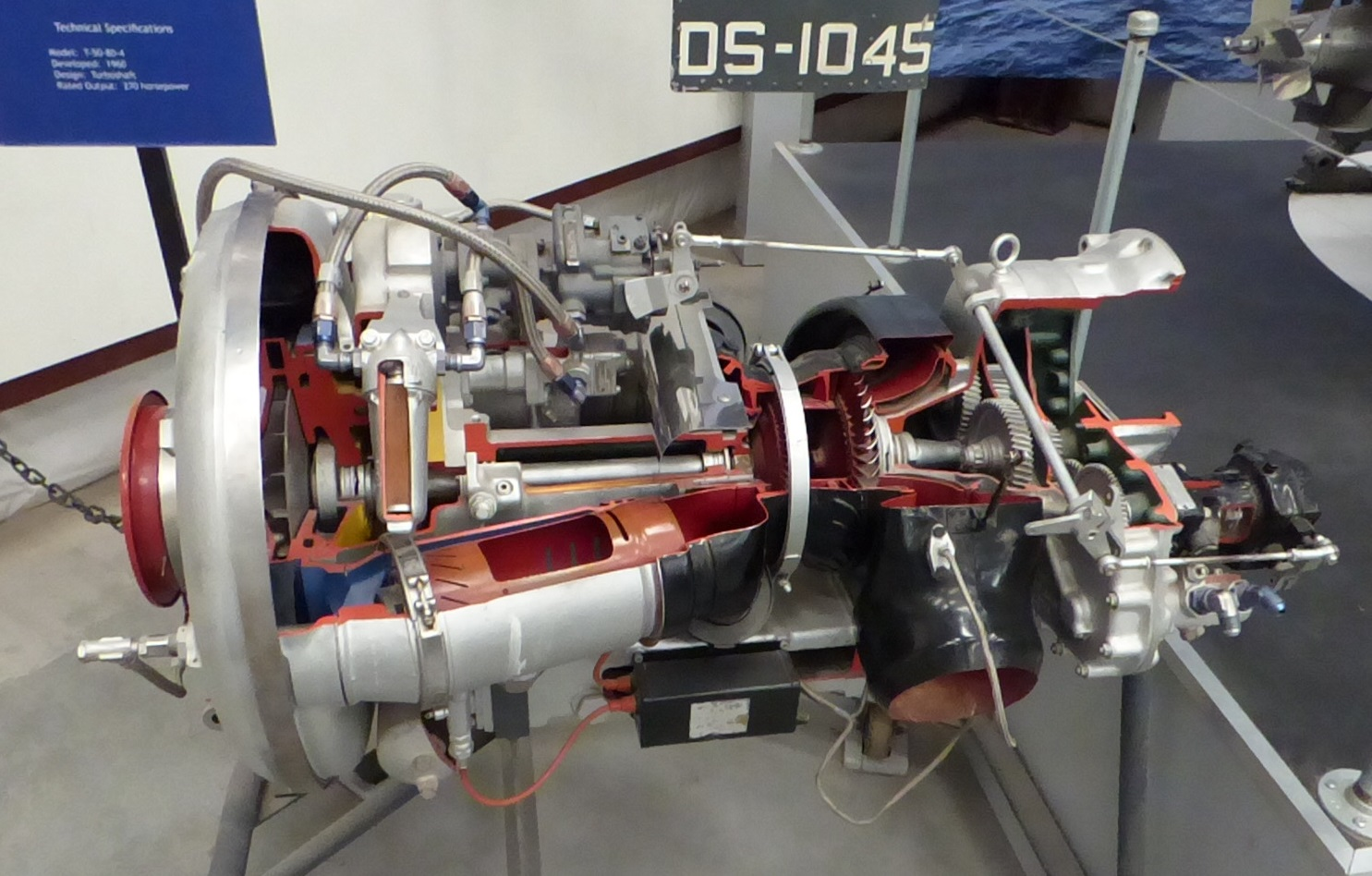
Écorché de la turbine Boeing modèle 502 employée par le Strv 103 A.

Le groupe motopropulseur (GMP) du Strv 103 est implanté dans un compartiment à l'avant, sous un glacis blindé très incliné favorisant les effets de ricochet des projectiles perforants. Il protège l'équipage de toute sa masse métallique. Sa conception est aussi unique dans l'histoire des blindés ; en effet, le Strv 103 est propulsé par un ensemble formé d'un moteur diesel deux temps Rolls-Royce K60 polycarburant à douze pistons opposés par paires et six cylindres fournissant une puissance de 240 ch et d'un turbomoteur Boeing 502-10 MM de 330 chevaux. Le moteur diesel K60 est accouplé à un convertisseur de couple Volvo DRH-1M.
Les deux machines débitent leur puissance dans une boîte de transfert commune Volvo SV-2 reliée à une boîte de vitesses Volvo FBTV-2B. Cette dernière possède deux vitesses en marche-avant (une pour le tout-terrain et une pour la route) et deux en marche-arrière.
Le raisonnement qui a donné naissance à ce concept est le suivant : un char n'utilise la puissance maximale de son moteur qu'une fraction de son temps de fonctionnement, c'est-à-dire lors de ses déplacements. Le reste du temps, une puissance de moitié inférieure est amplement suffisante pour fournir de l'énergie nécessaire au pointage du canon lorsque le char est à l'arrêt, dans son embossement ou posté en embuscade, qui, rappelons-le, est le mode d'action privilégié du char Strv 103. Ce rôle est dévolu au diesel dont la consommation spécifique est faible, l'appoint de puissance est réalisé par le turbomoteur dont la caractéristique principale est de démarrer rapidement et de monter très vite en régime à la moindre sollicitation du pilote. La turbine, très gourmande en carburant, est normalement à l'arrêt la plupart du temps.

#### Mobilité stratégique, opérationnelle et tactique
Le Strv 103 est parfaitement amphibie. Une jupe de flottaison pouvait être installé autour du haut du châssis en une vingtaine de minutes et les chenilles propulsaient le char dans l'eau à environ 6 km/h.

### Protection
Le glacis est constitué de panneaux blindés d'accès au compartiment moteur, ces derniers font 40 mm d'épaisseur et présentent une inclinaison très importante de 77,5°. Ils sont recouverts nervures en acier de 20 mm d'épaisseur conçus pour pulvériser les projectiles à l'impact. Lors de tests menés par l'armée suédoise en 1970, un obus sous-calibré perforant dépotable Slpprj m/61 de 105 mm tiré à 500 m du char s'est brisé lors de l'impact sur le glacis.
L'extrémité avant du châssis abrite un réservoir de carburant d'une capacité de 110 litres. L'implantation du groupe motopropulseur à l'avant accroît également la protection de l'équipage par la présence d'une forte masse métallique et la création d'un espace entre l'avant du char et le compartiment de combat.
Les déports latéraux au-dessus des deux derniers galets de roulement contiennent deux autres réservoirs de 425 litres chacun. Ces derniers sont en mesure de stopper des obus sous-calibrés perforants dépotables Slpprj m/61 et m/62 de 105 mm lorsqu'ils sont frappés avec un angle d'incidence de 25° par rapport au sens de marche de l'engin.
Les jupes latérales protégeant le train de roulement du Strv-103 C sont constituées de 18 jerrycans de carburant (22 litres chacun).
Le stockage des munitions de 105 mm dans une soute occupant la partie arrière du châssis diminue la vulnérabilité de l'engin vis-à-vis des coups frontaux qui ont peu de chance d'atteindre les râteliers. Cette soute est également séparée du compartiment de combat abritant les trois membres d'équipage par une cloison blindée de 10 mm d'épaisseur.
Les Suédois tirèrent pleinement profit de la solution à canon fixe pour implanter à la pointe du glacis un treillis de trente-deux barres métalliques de 30 mm de diamètre chacune. Ce treillis, monté uniquement en temps de guerre, est destiné à faire détoner prématurément les roquettes et missiles antichar ainsi que les obus à charge creuse dans le but d'affaiblir leur capacité de pénétration. Son efficacité fut prouvée lors de tests effectués avec le missile antichar Rb 53 BANTAM.
Le dessous de la pointe avant du châssis abrite une lame dozer d'enfouissement qui, en position relevée, ramène une « couche supplémentaire » de matière face aux agressions. La combinaison de cette dernière en plus de la plaque d'acier de 50 mm (inclinée à 72°) constituant l'avant du châssis et du réservoir du carburant juste derrière sont suffisants pour arrêter une grenade antichar de 90 mm à charge creuse slpsgr m/62 tirée depuis le canon sans-recul Pansarvärnspjäs 1110.
Cette pelle sert à creuser un embossement de combat derrière lequel le char S se dissimule, accroissant de ce fait sa protection. Cet équipement peut, en outre, servir à dégager le sol des mines dispersées par l'ennemi.
Seules des mines antichar de 7,5 kg m/52 et No.5 de 10 kg sont capables d'endommager suffisamment le train de roulement pour requérir des réparations d'une heure environ.
Huit lance-pots fumigènes de 53 mm complètent la protection du Strv 103.

### Armement et équipement

#### Armement principal

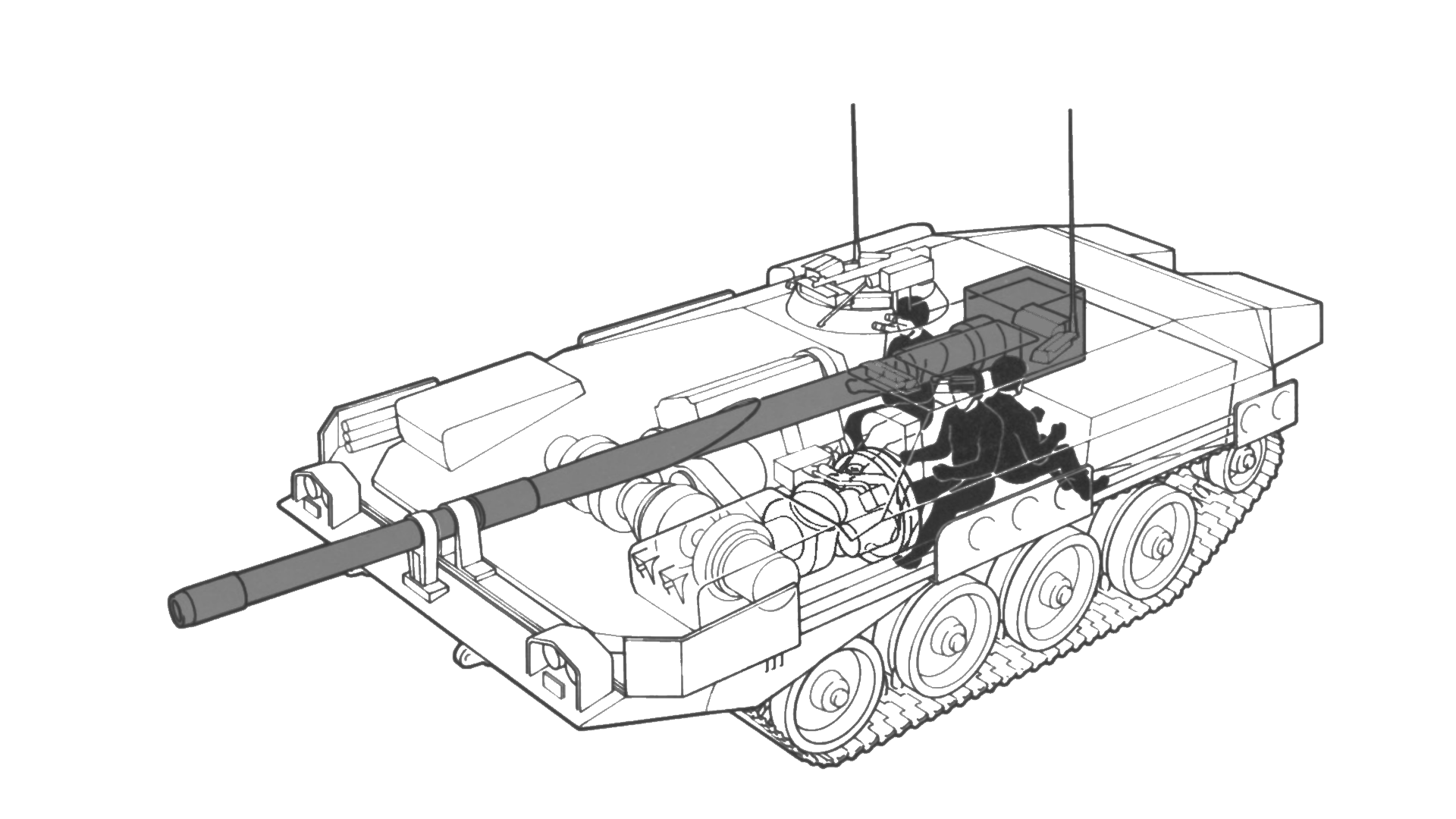
Dessin illustrant la position du canon Bofors L74 de 105 mm dont le tube traverse le compartiment d'équipage.

Le Strv-103 est armé d'un canon Bofors de 105 mm, rayé appelé L74, par rapport au Royal Ordnance L7 dont il est inspiré, il possède un tube long de 62 calibres, le rendant le plus long de sa catégorie. Il a la particularité d'être fixé solidairement au châssis et est d'être alimenté automatiquement en munitions par un magasin contenant 50 obus, typiquement : 25 obus perforants à sabot détachable, 20 obus explosifs et 5 fumigènes.
La gamme de munitions employées par le Strv 103 comprend :
- 57 mm slpprj m/62 : un obus perforant sous-calibré à sabot détachable de conception suédoise.
- 61 mm slpprj m/66 : il s'agit de l'obus perforant sous-calibré à sabot détachable L52 APDS-T de fabrication britannique, son noyau en alliage de tungstène est capable de perforer une plaque d'acier de 120 mm sous une incidence de 60° à 1828 m de distance.
- 33 mm slpprj m/80 : un obus-flèche M111 Hetz-6 israélien dont le sabot a été modifié pour pouvoir être pris en charge par le chargement automatique du Strv 103.
- 24 mm slpprj m/90S : une version raccourcie et à sabot modifié de l'obus-flèche slpprj m/90C, ce dernier étant appellation suédoise de l'obus-flèche M426 Hetz-10 israélien.
- Slsgr m/61 A : un obus explosif
- Rökgr m/61 : un obus fumigène au phosphore blanc
- 63 mm Slövnprj m/65 : munition d'exercice sous-calibrée
- Slövnprj m/67 :  munition d'exercice
- Slövngr m/61 A :  munition d'exercice

Bien que compatible avec le canon de 105 mm, certaines munitions comme l'obus perforant sous-calibré 60 mm slpprj m/61 (L28A1 britannique) ou l'obus explosif à tête d'écrasement slspgr m/61 (L35 HESH britannique) ne peuvent être prise en charge par le système de chargement automatique. Ainsi, la forme du sabot des obus-flèches et la longueur du barreau ont dû être revus pour pouvoir être employé par le Strv 103.
La cadence de tir théorique atteint les 15 coups par minute, ce qui procure aux mains d'un équipage bien entraîné une puissance de feu considérable. En cas de panne du mécanisme de chargement automatique, le radio peut actionner le système manuellement à l'aide d'une manivelle.
Idéalement situé à l'arrière du châssis, ce magasin est peu exposé aux tirs ennemis et possède un accès facile pour les opérations de ravitaillement qui prennent entre cinq et dix minutes.

#### Armement secondaire
Deux mitrailleuses Ksp 58 fixes jumelées de capot situées à l'avant du déport gauche sont mises en œuvre de la même façon que le canon, par alignement du châssis et action sur la suspension. Le chef de char dispose également d'une mitrailleuse Ksp 58 de 7,62 mm montée sur son tourelleau pouvant pivoter sur 208° qu'il peut actionner sous protection balistique sans sortir le buste.
Comme sur bien des chars britanniques des années 60, la mesure de la distance à la cible s'effectue par le tir d'une mitrailleuse de réglage dont les projectiles ont la même balistique extérieure que les obus de 105 mm.

#### Optiques et conduite de tir
Tout l'armement est servi par des moyens de visée dupliqués au chef de char et au tireur. Il s'agit de deux viseurs diurnes Jungner OPS-1 à quatre niveaux de grossissement : ×1, ×6, ×10 et ×18.
Celui du chef est stabilisé en site de -11° à +16° tandis que celui du tireur intègre un télémètre laser SIMRAD LV 300.

## Versions

### Strv 103 A
70 exemplaires furent produits entre 1967 et 1971. Ils incorporèrent les régiments de chars P2 et P5. En raison de l'augmentation de masse (37,7 tonnes en ordre de combat) par rapport au modèle de pré-série, la vitesse maximale sur route est réduite à 50 km/h. Afin d'augmenter la protection au niveau du glacis, des nervures recouvrent désormais les deux panneaux d'accès au compartiment moteur. Le coffre situé au-dessus de la chenille droite abritant la troisième et quatrième mitrailleuse Ksp 58 est remplacé par un coffre  à outils. Les phares et leurs carénages sont visuellement différents de ceux montés sur le modèle de pré-série.

### Strv 103 B
Il est pourvu d'une jupe de flottaison et d'une lame dozer d'enfouissement (une par peloton) 220 exemplaires furent produits. Une version plus puissante de son turbomoteur, fabriquée par Caterpillar, fut adoptée à partir du dixième exemplaires. Les Strv-103 B reçurent de nouveaux patins de chenille ayant une forme plus proche de ceux utilisé par le KRV, mais avec des surpatins en caoutchouc détachables. Les 70 Strv 103 A furent ensuite remis à niveau.

### Strv 103 C

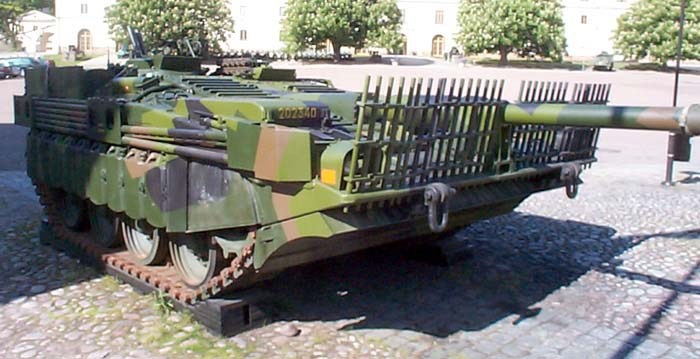
Strv 103 C au Musée de l'armée suédoise à Stockholm. Il est équipé de son blindage cage, monté normalement en temps de guerre et destiné à faire détoner prématurément les projectiles à charge creuse.

Un programme d'amélioration fut lancé en 1986 pour équiper les Strv 103 d'une conduite de tir nettement amélioré. Chaque char fut aussi équipé d'une lame de bulldozer, au lieu d'un seul par peloton. En 1987/88, les moteurs Rolls-Royce furent remplacés par de nouveaux moteurs V6 de 290 chevaux fabriqués par Detroit Diesel, avec des réservoirs supplémentaires sous forme de jerrycans montés le long du train de roulement, et un nouveau télémètre laser. Il fut aussi question au début des années 1990 d'ajouter un surblindage réactif explosif ou composite, mais en fin de compte on décida plutôt de retirer le char du service au profit du Strv-122, qui commença à être livré en 1997. Ce fut la dernière année où des équipages s'entrainèrent sur Strv 103.

### Strv 103 D
Au milieu des années 1990, en même temps qu'on lançait le programme de tests pour un nouveau char de combat de l'armée suédoise, quelques améliorations furent apportées au Strv 103 C. Un seul prototype fut construit. Le Strv 103 D intégrait une conduite de tir numérique et un viseur panoramique gyrostabilisé monté à droite du poste du chef de char . Il incorporait une caméra thermique dont l'image était affichée sur le moniteur du chef de char et recopiée sur celui du tireur. Le tireur disposait d'un épiscope comprenant un amplificateur de lumière de nouvelle génération pour la conduite. Des changements majeurs étaient aussi apportés à la suspension et au moteur.
Ce prototype fut essayé en même temps que les autres chars du programme. Il fut même testé quelques années sans équipage, avec contrôle à distance. Il est aujourd'hui exposé au Musée de chars d'Axvall, avec des modèles C. Ils sont encore en état de marche.